# Gitterförmige Verteilung
Gitterförmige Verteilungen sind Wahrscheinlichkeitsverteilungen reellwertiger diskreter Zufallsvariablen, bei denen die Stellen, die mit positiver Wahrscheinlichkeit angenommen werden, eine spezielle Struktur haben, die an ein Gitter erinnert.

## Definition
Eine reellwertige diskrete Zufallsvariable {\displaystyle X}, für die es eine Menge
{\displaystyle M_{a,h}=\{a+zh\mid z\in \mathbb {Z} \}}
mit {\displaystyle a,h\in \mathbb {R} } und {\displaystyle h>0} gibt, so dass
{\displaystyle \operatorname {P} (X\in M_{a,h})=1}
gilt, heißt gitterförmig verteilt. Für eine gitterförmig verteilte Zufallsvariable gibt es ein größtes {\displaystyle h}, das Gitterkonstante  heißt.

## Beispiele
In den folgenden drei Fällen ist {\displaystyle X} gitterförmig verteilt mit  {\displaystyle a=0} und Gitterkonstante {\displaystyle h=1}.
- {\displaystyle X} sei eine Bernoulli-Variable mit dem Parameter {\displaystyle 0<p<1}. Für {\displaystyle M:=\{0,1\}\subset M_{0,1}} gilt {\displaystyle \mathrm {P} (X\in M)=1} und {\displaystyle \mathrm {P} (X=x)>0} für alle {\displaystyle x\in M}.
- {\displaystyle X} sei eine binomialverteilte Zufallsvariable mit den Parametern {\displaystyle 0<p<1} und {\displaystyle n\in \mathbb {N} }. Für  {\displaystyle M:=\{0,1,\dots ,n\}\subset M_{0,1}} gilt {\displaystyle \mathrm {P} (X\in M)=1} und {\displaystyle \mathrm {P} (X=x)>0} für alle {\displaystyle x\in M}.
- {\displaystyle X} sei eine  Poisson-verteilte Zufallsvariable {\displaystyle X} mit Parameter {\displaystyle \lambda >0}. Für {\displaystyle M:=\{0,1,2,\dots \}\subset M_{0,1}} gilt {\displaystyle \mathrm {P} (X\in M)=1} und {\displaystyle \mathrm {P} (X=x)>0} für alle {\displaystyle x\in M}.

Für die Zufallsvariable {\displaystyle X} mit {\displaystyle \mathrm {P} (X=1)=\mathrm {P} (X=10)=1/2} ist {\displaystyle a=1} und die Gitterkonstante ist  {\displaystyle h=9}.

## Eigenschaften
- Eine reellwertige Zufallsvariable ist genau dann gitterförmig verteilt, wenn der Betrag ihrer charakteristischen Funktion {\displaystyle t\mapsto \varphi _{X}(t):=\mathbb {E} [\mathrm {e} ^{\mathrm {i} tX}]} an einer Stelle {\displaystyle t\neq 0} den Wert Eins hat.[2][3]
- Eine gitterförmige Verteilung hat genau dann die Gitterkonstante {\displaystyle h}, wenn

{\displaystyle |\varphi _{X}(2\pi /h)|=1}
und   
{\displaystyle |\varphi _{X}(t)|<1\quad {\text{für alle }}0<t<{\frac {2\pi }{h}}}
gilt.

## Anwendung
Gitterförmige Verteilungen spielen eine besondere Rolle in der Theorie lokaler Grenzwertsätze.
Es sei {\displaystyle (X_{n})_{n\in \mathbb {N} }} eine Folge stochastisch unabhängiger, identisch verteilter Zufallsvariablen mit {\displaystyle \mathrm {P} (X_{n}\in \mathbb {Z} )=1} und Gitterkonstante 1, mit dem Erwartungswert {\displaystyle \mathbb {E} [X_{n}]=\mu } und mit der endlichen und positiven Varianz {\displaystyle \mathrm {Var} [X_{n}]=\sigma ^{2}}. Dann hat die Zufallsvariable {\displaystyle S_{n}:=\sum _{i=1}^{n}X_{i}} den Erwartungswert {\displaystyle \mathbb {E} [S_{n}]=\mu _{n}:=n\mu } und die Varianz {\displaystyle \mathrm {Var} [S_{n}]=\sigma _{n}^{2}=n\sigma ^{2}}. Es gilt dann der lokale Grenzwertsatz von Gnedenko
{\displaystyle \lim _{n\to \infty }{\sqrt {n}}\left(\mathrm {P} \left(S_{n}=m\right)-\varphi _{\mu _{n},\sigma _{n}^{2}}(m)\right)=0,\quad m\in \mathbb {Z} \;.}
Dabei bezeichnet {\displaystyle \varphi _{\mu ,\sigma ^{2}}} die Dichtefunktion einer Normalverteilung {\displaystyle {\mathcal {N}}(\mu ,\sigma ^{2})}. Die Konvergenz gilt gleichmäßig bezüglich {\displaystyle m}.